# Tortula planicosta
Tortula planicosta là một loài rêu trong họ Pottiaceae. Loài này được Herzog mô tả khoa học đầu tiên năm 1952.